# Retroporcus
Retroporcus  es un género extinto de artiodáctilo que existió durante el Mioceno en Europa, el subcontinente indio  y Turquía, debido a la incorporación de la especie Conohyus sindiensis al género por Pickford y Laurent (2014).